# 六角広泰
六角 広泰（ろっかく ひろやす）は、江戸時代後期の高家旗本。高家六角家8代当主。

## 略歴
六角広体の子として誕生した。
弘化3年（1846年）3月29日、父・広体の隠居により家督を相続する。同年6月1日、12代将軍・徳川家慶に御目見する。嘉永元年（1848年）12月20日、高家職に就任し、従五位下侍従・越前守に叙任する。
慶応元年（1865年）12月26日に子の広運が家督を相続しており、同年に死去したものと推測される。